# Fred Neufeld

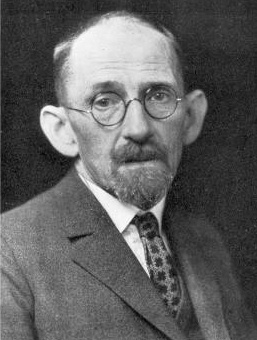
Fred Neufeld

Fred Julius Neufeld (* 17. Februar 1869 in Neuteich, Westpreußen; † 18. April 1945 in Berlin) war ein deutscher Arzt und Bakteriologe, der die Pneumokokken-Serotypen entdeckte. Diese Entdeckung ermöglichte Frederick Griffith zu demonstrieren, dass eine Pneumokokken-Form in eine andere transformiert werden kann (Griffiths Experiment). 1944 zeigten Oswald Avery und seine Mitarbeiter, dass die Transformation auf einer Übertragung von Desoxyribonukleinsäure (DNA) beruht. Dies war ein wichtiger Schritt zu der Erkenntnis, dass DNA allgemein der Träger der Erbinformation ist.

## Frühe Jahre

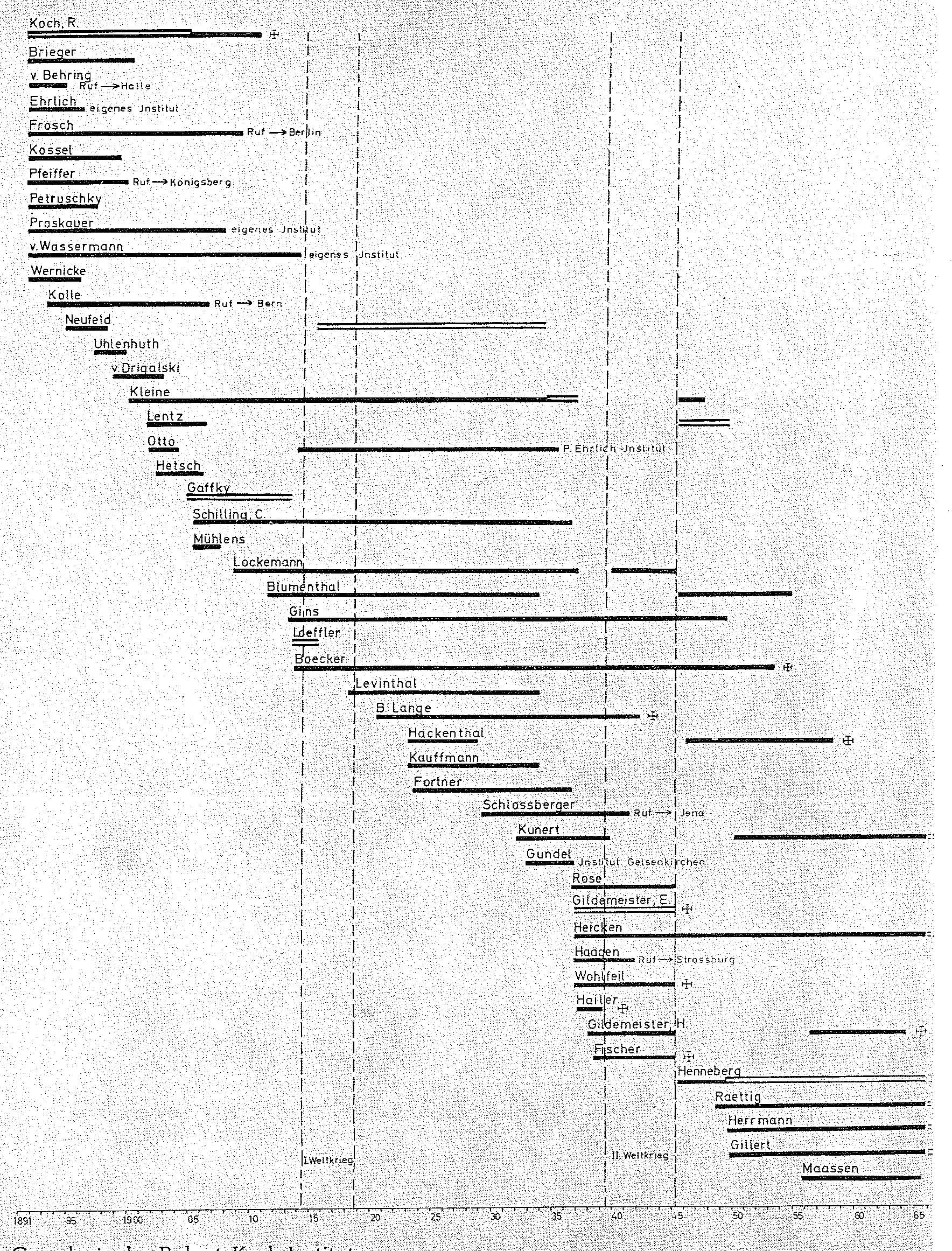
Die frühen Mitarbeiter am Robert-Koch-Institut (Neufeld 1895–1898 und 1915–1933)

Neufeld war der Sohn des Arztes Hermann Neufeld und dessen Ehefrau Johanna, geb. Rahn. Er war musikalisch talentiert und ein begabter Pianist. Nach dem Abitur in Danzig studierte Neufeld in Tübingen, Königsberg, Berlin und Heidelberg, wo er 1893 mit einer Arbeit über die Kasuistik der angeborenen Schädelgeschwülste promoviert wurde. Nach Ableistung des Militärdienstes 1893/94 in Danzig wurde Neufeld 1894 als Cholera-Assistent der Assistent von Robert Koch. Er arbeitete mit Koch an Studien über Tuberkulose und ging 1903 gemeinsam mit Koch nach Rhodesien für Studien zur Rinderpest. Nach einem vorübergehenden Wechsel an das Kaiserliche Gesundheitsamt (1906 Titular-Prof), kehrte er 1912 als Abteilungsvorstand an das Robert-Koch-Institut zurück und trat 1915 die Nachfolge von Friedrich Loeffler als Direktor an.

## Neufelds Entdeckungen
1900 entdeckte Neufeld die Gallenlösbarkeit von Pneumokokken. Durch Hinzufügung einer kleinen Menge von Rindergalle zu einer Pneumokokkenkultur wurde diese nach einer kurzen Inkubationszeit komplett zerstört. Diese einzigartige Eigenschaft wurde weithin zur Diagnose einer Pneumokokken-Infektion benutzt. Danach entdeckte Neufeld mittels immunologischer Techniken, dass es drei Arten von Pneumokokken gibt. Bei Anwesenheit von Antiserum von Typ I, wuchsen die Typ I Pneumokokken, desgleichen vermehrten sich Typ II und III-Pneumokokken bei Anwesenheit ihrer speziellen Antisera. Neufeld nannte seine Entdeckung die Quellungsreaktion. Die Quellungsreaktion ermöglicht eine einfache Identifikation der Pneumokokken-Serotypen. Ausgehend von Neufelds Entdeckung zeigte Frederick Griffith, dass Pneumokokken die genetische Information von einer Form zu einer anderen übertragen können. Oswald Avery entdeckte, dass die übertragende Substanz die DNA war. Neufelds internationales Renommee basiert auf seinen grundlegenden bakteriologischen Arbeiten über Streptokokken und Pneumokokken. Die moderne Molekularbiologie baut auf diesen Forschungen auf. Zusammen mit Ludwig Haendel entwickelte er serologische Verfahren zur Herstellung von Antipneumokokkenseren, auf denen in der vor-antibiotischen Ära die Serumtherapie der Pneumonie beruhte. Im letzten Lebensabschnitt stand die Entwicklung und Erprobung neuartiger Desinfektionsmittel im Vordergrund. Neufeld war langjähriger Mitherausgeber der Zeitschrift für Hygiene und Infektionskrankheiten (heute: Medical Microbiology and Immunology).

## Späteres Leben
Neufeld war von 1915 bis 1933 Direktor des Robert-Koch-Instituts in Berlin. Er war niemals verheiratet und lebte bei seiner Mutter bis zu deren Tod. Wegen einer schweren Erkrankung – nicht wegen rassischer oder politischer Verfolgung – ging er 1933 auf eigenen Wunsch in Ruhestand. Bis zu seinem 70. Lebensjahr konnte Neufeld, der keiner Parteiorganisation angehörte, unter wohlwollender Förderung des Reichsforschungsrats seine täglichen Studien im RKI fortsetzen (Publikationen bis 1943). Neufeld starb am Ende des Krieges am 18. April 1945 an „Entkräftung“.

## Werke
- Seuchenentstehung u. -bekämpfung. 1914.
- Pneumokokken. In: W. Kolle, R. Kraus, P. Uhlenhuth (Hrsg.): Handbuch der pathogenen Mikroorganismen. Band IV, 1928.

## Ehrungen
- Geheimer Medizinalrat; Honorarprofessor (Berlin 1929)
- Mitglied des Reichsgesundheitsrates
- 1932 wurde er zum Mitglied der Deutschen Akademie der Naturforscher Leopoldina gewählt.[9]
- Ehrenmitglied des RKI (1933).
- 1939 wurde er für die Goethe-Medaille für Kunst und Wissenschaft vorgeschlagen, die er zu seinem 75. Geburtstag am 17. Februar 1944 erhielt.